# Campanula ciliata
Campanula ciliata är en klockväxtart som beskrevs av Christian von Steven. Campanula ciliata ingår i släktet blåklockor, och familjen klockväxter. Inga underarter finns listade i Catalogue of Life.